# La Joueuse de tympanon

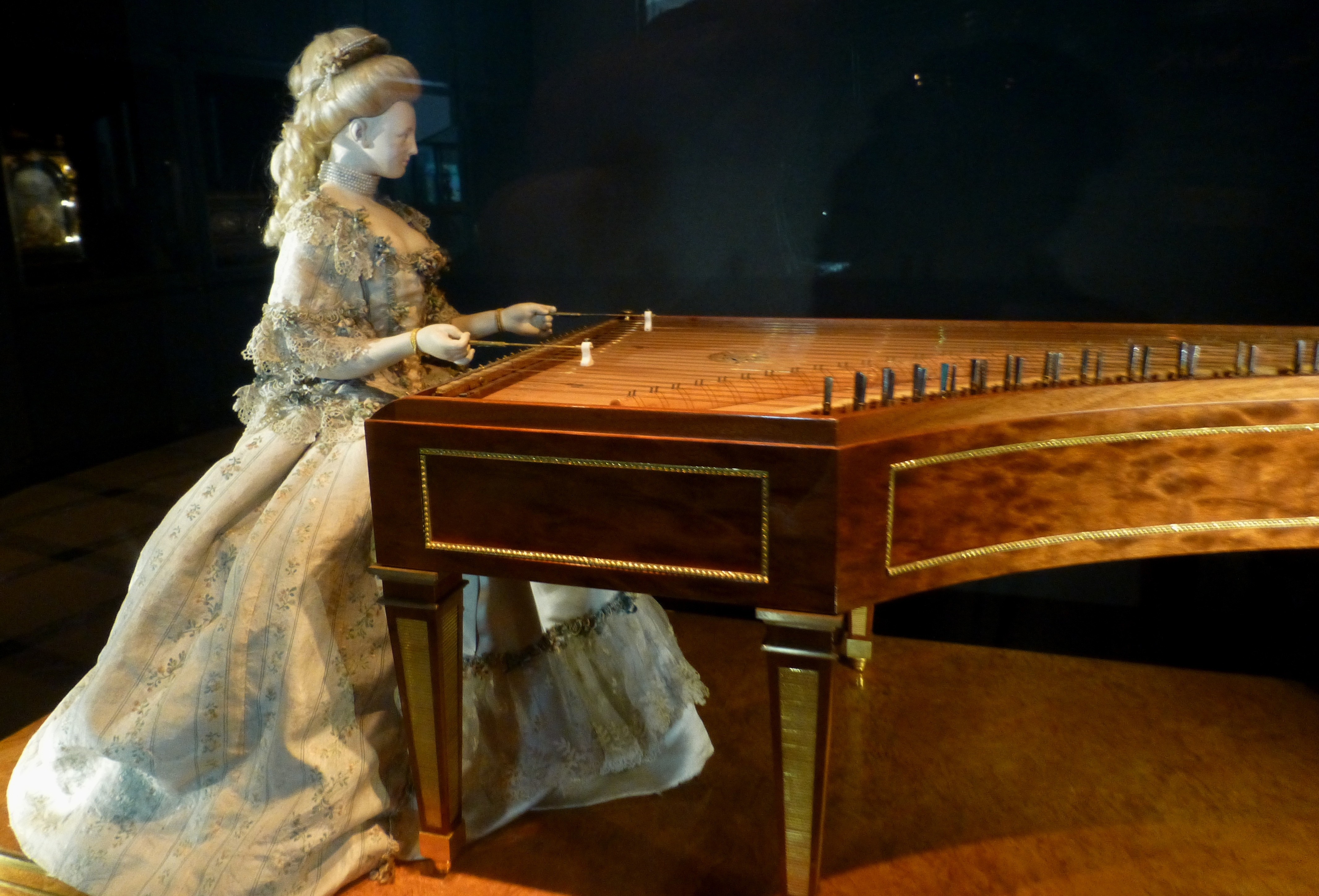
Automate de la joueuse de tympanon.

La Joueuse de tympanon est un automate qui joue du tympanon. Elle fut créée dans les années 1780 par un horloger allemand, Peter Kinzing, et l'ébéniste de la reine, David Roentgen. 

## Description
L'automate mesure environ 45 centimètres de haut et est assis devant une table en bois sur laquelle est posé un tympanon. Il est commandé par un cylindre en laiton entraîné par un remontoir à ressort, le mécanisme étant situé dans le corps de la joueuse et dans la table. En tournant, le cylindre actionne des cames contrôlant le mouvement des bras et de la tête. La joueuse joue réellement : ce sont réellement les mailloches tenues par ses mains qui font vibrer les cordes de l'instrument en les percutant. Une centaine d'artisans représentant 26 corps de métiers ont participé à sa fabrication. Elle représente alors un « sommet des techniques de l'époque ».

## Histoire
L'automate est présenté au château de Versailles en 1784 et acheté l'année suivante par la reine Marie-Antoinette. Les cheveux de l'automate seraient ceux de la reine, et sa robe aurait été cousue dans une de ses robes. Marie-Antoinette en fera don à l'Académie des sciences. En 1864 l'automate est cédé au musée des Arts et Métiers de Paris qui le conserve toujours. Elle a été restaurée par Robert-Houdin.
La Joueuse de tympanon est toujours capable de jouer huit morceaux de musique. L'un des airs joués est une adaptation d'une aria tirée d'Armide, un opéra du compositeur allemand Christoph Willibald Gluck, tandis que les sept autres ne sont pas identifiés.
La Joueuse de tympanon est aujourd'hui visible au musée des Arts et Métiers à Paris.